# Zola Budd
Zola Budd (Bloemfontein, 26 de maio 1966) é uma ex-atleta sul-africana, especializada em corridas de meio-fundo e fundo. Ela competiu nos Jogos Olímpicos de 1984 para a Grã-Bretanha e os Jogos Olímpicos de 1992 para a África do Sul, ambas as vezes nos 3000 metros. Em 1984 (não ratificada) e em 1985, ela quebrou o recorde mundial nos 5000 metros femininos. Ela também foi duas vezes vencedora no Campeonato Mundial de Corta-Mato (1985 e 1986)..